# Neuschöntal
Neuschöntal (früher auch Knappsche Mühle oder Neuschönthal) ist ein Wohnplatz der Großen Kreisstadt Backnang im baden-württembergischen Rems-Murr-Kreis. Die Siedlung ging aus einer 1836 erbauten Metallwarenfabrik und Kunstmühle hervor.

## Geographische Lage
Neuschöntal liegt knapp zwei Kilometer südwestlich des Bahnhofs von Backnang und einen Kilometer südlich von Oberschöntal rechts des Flusses in einer Schleife der Murr. Weitere umliegende Ortschaften sind Germannsweiler im Osten und Erbstetten im Südwesten, beide jenseits der Murr.

## Geschichte
Neuschöntal verdankt seine Entstehung dem württembergischen Landesbaumeister Johann Michael Knapp aus Ludwigsburg, der ab 1836 an der Stelle einen Eisenhammer und ein Walzwerk für seinen Bruder errichtete. 1839 waren die Gebäude weitgehend fertiggestellt. Neben dem Eisenhammer errichtete Knapp anschließend noch eine Kunstmühle. Knapp begründete dies mit der Feststellung, dass die Metallfabrik die Wasserkraft nicht voll ausnutzen konnte. Sowohl das Eisenwerk als auch die Kunstmühle befanden sich im Eigentum der Gebrüder Knapp. Später diente die Mühle als Obst-, Getreide- und Sägemühle, als Futterschneide und als Elektrizitätswerk. 1843 stellte Johann Michael Knapp den Antrag, seiner neuen Fabrik den Namen Neuschöntal geben zu dürfen. Die Oberschöntaler protestierten vergeblich dagegen.
Am 28. Februar 1968 wurde der Betrieb der Mühle eingestellt. Bis 1977 diente die Mühle als Wohnheim für Obdachlose und sozial schwache Menschen. Im Juli 1977 wurden die Mühle und alle Nebengebäude abgerissen. In der Folgezeit entstand an dieser Stelle die Kläranlage der Stadt Backnang.